# لواء جولاني
لواء جولاني (بالعبرية: חטיבת גולני) ويعرف أيضاً باسم اللواء الأول، هو لواء مشاة ضمن الجيش الإسرائيلي، يتبع الفرقة 36 ويرتبط تقليدياً بالقيادة الشمالية. وهو أحد ألوية المشاة الخمسة في الجيش الإسرائيلي النظامي. والآخرون هم لواء المظليين، ولواء ناحال، ولواء غيفعاتي، ولواء كفير. شعاره هو شجرة زيتون خضراء على خلفية صفراء، ويرتدي جنوده بيريه بني. ويعتبر ضمن وحدات المشاة الإسرائيلية الأعلى حصولاً على الأوسمة. يتكون اللواء من خمس كتائب، بما في ذلك اثنتين احتفظ بهما منذ إنشائه (الكتيبتان 12 و13)، بجانب كتيبة منقولة من لواء غيفعاتي (الكتيبة 51).
تشكل اللواء في 22 فبراير 1948، أثناء حرب فلسطين 1948، عند تقسيم لواء ليفانوني في الجليل إلى لواء جولاني الأول ولواء كرملي الثاني. وقد شارك منذ ذلك الحين في جميع حروب وعمليات إسرائيل الكبرى تقريباً، بما في ذلك العدوان الثلاثي، وحرب 1967، وحرب الاستنزاف، وحرب أكتوبر، وعملية عنتيبي، وصراع جنوب لبنان في 1978، وحرب عامي 1982 و2006 في لبنان، والعمليات المختلفة خلال الانتفاضات الفلسطينية.
أصبح ثلاثة من قادته (مردخاي غور، غابي أشكنازي وغادي أيزنكوت) رؤساء أركان في الجيش الإسرائيلي، مع وصول العديد منهم إلى رتبة ألوف (لواء).

## تاريخه

### التأسيس والتنظيم الأولي
مع الاقتراب السريع لنهاية الانتداب البريطاني على فلسطين، صاغت قيادة الهاجاناه خطة دالت لتنظيم صفوفها وعملياتها اللاحقة، قسمت الخطة الميليشيات المقاتلة (الفيلق الميداني) إلى ستة ألوية إقليمية؛ ليفانوني في الشمال، والإسكندروني في منطقة شارون، وكيرياتي في منطقة تل أبيب، وغيفعاتي في وادي الخليل، وإتزيوني في منطقة القدس. في 28 فبراير 1948، انقسم لواء ليفانوني إلى قسمين: كرملي في الشمال الغربي، وجولاني في الشمال الشرقي.
شملت منطقة عمليات لواء جولاني قطاعاً كبيراً من الجليل الأسفل ومرج بن عامر وغور الأردن وسهل الحولة. وامتدت إلى الجلمة وبات شلومو غرباً. وشملت المراكز السكانية الرئيسية صفد وطبريا وبيسان والناصرة. كان اللواء الجديد مكوناً من خمس كتائب، ومقره في يفنيئيل:
| الرقم                                                     | الاسم | المعنى                    | القطاع                                | ملاحظات                                     |
| --------------------------------------------------------- | ----- | ------------------------- | ------------------------------------- | ------------------------------------------- |
| 11                                                        | آلون  | البلوط                    | الجليل الأعلى ("تل حاي")              | نُقل إلى لواء عوديد في مايو 1948             |
| 12                                                        | باراك | البرق                     | الجليل الأسفل وغور الأردن ("بنيامين") |                                             |
| 13                                                        | جدعون | جدعون                     | شرق مرج ابن عامر ("شمعون")            |                                             |
| 14                                                        | درور  | تيمناً بالقائد يعقوب درور  | مرج ابن عامر ("ليفي")                 |                                             |
| 15                                                        | غورين | تيمناً بالقائد موشيه غورين | غور الأردن                            | تأسس لتعزيز كتيبة باراك في معارك غور الأردن |
| المصادر: Baltheim (1982), pp. 30–31; Etzioni (1951), p. 5 |       |                           |                                       |                                             |

### حرب فلسطين 1948

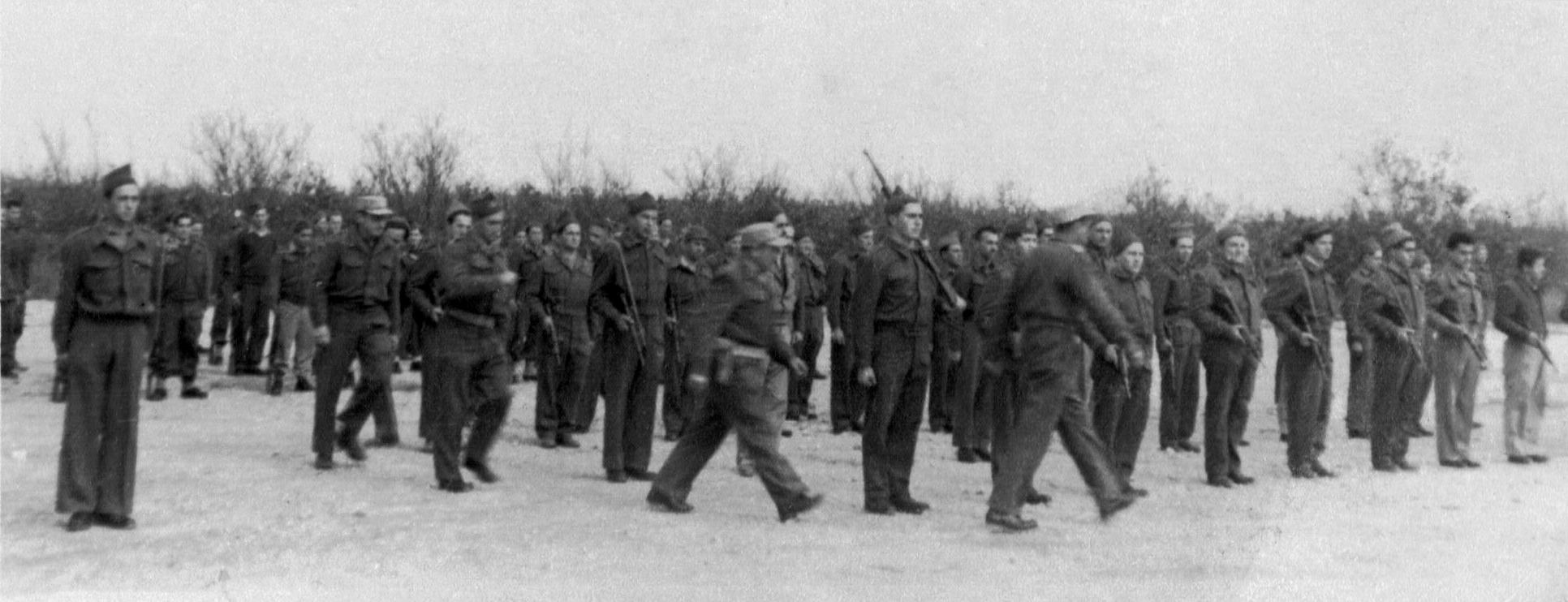
استدعاء لواء جولاني قبل عملية عوبدا، 1949

شارك لواء جولاني في الغالب في معارك المدن المختلطة في الشمال خلال حرب 1947–48 في فلسطين الانتدابية، مثل معركة طبريا ومعارك صفد في أبريل ومايو 1948. احتلت الكتيبة 12 على قرية الشجرة في 6 مايو 1948. بينما احتلت الكتيبة 13 بيسان في 12 مايو. وعقب هذه العمليات، سُلمت المسؤولية عن الجزء الشمالي الشرقي من قطاع اللواء (منطقة تل حاي، الكتيبة 11)، إلى لواء عوديد وقوات أخرى. دُمجت الكتيبتين 14 و15 في الكتيبة الميكانيكية الهجومية في ديسمبر 1948.
كانت أولى مهام لواء جولاني بعد دخول العرب حرب 1948 هو الدفاع عن كيبوتس دغانيا ألف وبيت ضد الجيش السوري في معارك وادي كيناروت. نجحت وحدات من كتيبة باراك، مع تعزيزات يفتاح (البلماح) وفيلق الحرس [الإنجليزية]، في صد الهجوم السوري. كما نجح اللواء في صد القوات العراقية في معركة جيشر جنوباً. تحول لواء جولاني إلى الهجوم، بعد انتهاء المعارك في غور الأردن، فهاجم عدداً من القرى العربية في قطاعه، وأخيراً شن هجوماً على جنين مع لواء كرملي في 2 يونيو 1948. نجح الهجوم في النهاية، لكن استعاد الجيش العراقي جنين بعد فترة وجيزة.
خلال معارك الأيام العشرة بين الهدنة الأولى والثانية من الحرب (8-18 يوليو 1948)، تمكن لواء جولاني من صد هجوم جيش الإنقاذ العربي على السجرة في لوبيا، وأسهم في احتلال الناصرة ولوبيا في النهاية خلال عملية ديكل. شارك لواء جولاني في عملية حيرام في أكتوبر 1948، حيث شن في البداية هجمات مضللة من الجنوب. بعد ذلك استولى على عيلبون والمغار والرامة وقرى أخرى في منطقة كتيبة اليرموك الأولى التابعة لجيش الإنقاذ العربي.
انتقل اللواء إلى حد كبير إلى الجنوب في ديسمبر 1948، استعداداً لعملية حوريب. حارب لواء جولاني المصريين في قطاع غزة، خلال عملية عساف، ومعركة التل 86 والمعارك اللاحقة حول رفح. كُلف اللواء بالاستيلاء على أم الرشراش (إيلات اليوم) في مارس 1949، مع اللواء السابع المدرع. وتقدم لواء جولاني عبر وادي عربة شرقاً ووصل إلى الموقع بعد ساعتين من اللواء السابع. وكانت هذه آخر عمليات الحرب.

### العمليات الحدودية والعدوان الثلاثي
شارك لواء جولاني في عدد من الغارات الانتقامية في النصف الأول من الخمسينيات عقب الحرب العربية الإسرائيلية 1948. دخلت دورية سورية المنطقة منزوعة السلاح بالقرب من تل المطلة في 1951، وتعرضت لهجوم من قبل قوات الاحتياط التابعة لالجيش الإسرائيلي. عززها لواء جولاني بكتيبة احتياطية ودخل في معركة استمرت خمسة أيام، كلفت اللواء 40 قتيلاً و72 جريحاً. تسببت المعركة في عدد من التغييرات في عقيدة الجيش الإسرائيلي وكانت حافزاً لإنشاء الوحدة 101. في 28 أكتوبر 1955، بعد حادث حدودي مع مصر حول منطقة عوجة الحفير منزوعة السلاح، كُلف لواء جولاني بقيادة عملية البركان، وهي هجوم على الجيش المصري في المنطقة وأكبر عملية عسكرية في ذلك الوقت منذ حرب 1948.
تمثلت مهمة اللواء هي الاستيلاء على المنطقة المحيطة بمدينة رفح خلال العدوان الثلاثي 1956. وقادت الكتيبة 51، التي كانت تابعة لغيفعاتي سابقاً، الهجوم على مفترق رفح. وقد أُمرت بالتخلي عن مركباتها بعد وصولها إلى حقل ألغام وتعرضها لنيران المدفعية المصرية، ومع ذلك تمكن خبراء المتفجرات في الكتيبة من فتح ممر للأمام ببطء لرتل من المركبات واستولت الكتيبة على المواقع المصرية المقصودة. وسيطرت الكتيبة 12 على مواقع على طريق رفح – خان يونس، بينما سيطرت الكتيبة 13 على جنوب رفح.
دمر لواء جولاني قرية توفيق المُهجرة في أوائل 1960، والتي تطل على تل كاتسير [الإنجليزية]، وكان يستخدمها السوريون كقاعدة عسكرية، بعد حادث حدودي على خلفية النزاع الإسرائيلي السوري على المياه. في مارس 1962، أطلق لواء جولاني عملية السنونو ضد السوريين في النقيب على الضفة الشرقية لبحيرة طبريا، رداً على المضايقات السورية المستمرة للصيادين الإسرائيليين في البحيرة. كما شن لواء جولاني غارة على الشونة الجنوبية في الأردن في مايو 1965، كجزء من عملية أكبر.

### حرب 67
انضمت وحدات جولاني إلى الوحدات المدرعة الإسرائيلية في هجومها على نابلس في 7 يونيو 1967، واستولت على المدينة بحلول الساعة 15:00. واحتُفظ ببقية اللواء في الشمال للهجوم المخطط له ضد الجيش السوري في مرتفعات الجولان. دعت الخطة الكتيبة 12 للاستيلاء على تل فخار وبرج بابل وبانياس وتل حمرا وعين فيت. استولت الكتيبة 51 على البحريات وتل العزيزيات وخربة السودا. وتُركت الكتيبة 13 كاحتياطي عملياتي في الطرف الشمالي الشرقي لإسرائيل.
عبرت الكتيبة 51 الحدود في 9 يونيو، وتقدمت شمالاً على طول طريق الدوريات السورية. اتجهت السرية الثالثة غرباً لتجد البحريات مهجورة، بينما اتجهت السرية الثانية غرباً وحاصرت تل العزيزيات. دخل الجنود إلى حقل ألغام وأُجبروا على ترك مركباتهم نصف المجنزرة، وتقدموا إلى خنادق تل العزيزيات سيراً. استمرت المعركة من الساعة 16:21 حتى 17:06، وانتهت باستسلام السوريين. في الساعة 16:46 استولت السرية الثالثة على خربة السودا مع دبابة تي-54. في هذه الأثناء، انقسمت الكتيبة 12 للهجوم على برج بابل وتل الفخار. واجهت القوات في تل الفخار مقاومة شديدة واستدعت السرية الثانية الموجودة وقتها في برج بابل لمساعدتهم. بحلول الساعة 16:20 سقط الموقع الجنوبي في تل الفخار. وفي الساعة 17:30 وصلت سرية الاستطلاع «جولاني» من الجنوب الشرقي لتعزيز الكتيبة 12. وبحلول الساعة 18:20، سقط تل الفخار في أيدي الإسرائيليين.
استُدعيت الكتيبة 13 لمساعدة اللواء الثامن الذي كان يعمل في نفس المنطقة. وساعدا في الاستيلاء على موقع شمال زعورة وقرية جبب الميس إلى الجنوب. قبل الفجر بقليل، هاجمت الكتيبة 51 بانياس واستولت عليها. وسيطرت التعزيزات من اللواء 45 على تل حمرا إلى الشمال قليلاً. خلال الحرب، تكبد لواء جولاني 59 قتيلاً و160 جريحاً، منهم 23 في معركة تل الفخار.

### مواجهة الفدائيين الفلسطينيين
اقتصر نشاط لواء جولاني في شمال إسرائيل بعد حرب 67، حيث كان يتمركز في الغالب للإغارة على قواعد الفدائيين في الأردن ولبنان والضفة الغربية، التي أصبحت منذ ذلك الحين تحت السيطرة الإسرائيلية. وكانت أهداف هذه الغارات هي تقويض قواعد الفدائيين من أجل منع الهجمات ضد الإسرائيليين. وقعت الغارات الثلاث الرئيسية على الأردن خلال هذه الفترة وهي: الهجوم على قرية وادي اليابس عبر نهر الأردن من طيرات تسفي [الإنجليزية]؛ الهجوم على الموقع المخروطي مقابل أشدوت يعقوب [الإنجليزية]؛ والهجوم على قناة غور الأردن والخط الدفاعي.
نفذت وحدة الاستطلاع «جولاني» والكتيبة 12 الغارة على وادي اليابس في 4 مايو 1969، والتي أُطلق عليها اسم عملية أسوتا 12. لم تواجه القوات أي مقاومة وعادت بعد أن أكملت مهمة تدمير عدد من المنشآت. تعرض الموقع المخروطي، الذي سمي على اسم مبنى مخروطي الشكل في الموقع، للهجوم من قبل وحدة الاستطلاع في يوليو 1969. انسحب الفدائيون، لكنهم نبهوا الأردنيين الذين فتحوا نيران المدفعية على الإسرائيليين. وعاد الإسرائيليون بعد نسف مخبأين.
كان تدمير قناة الغور بمثابة إجراء عقابي ضد المزارعين الأردنيين في المنطقة، حيث وقعت العديد من هجمات الفدائيين ضد المزارعين الإسرائيليين. ولم تلحظ المواقع الثلاثة المدافعة عنها وجود القوات الإسرائيلية. ومع ذلك لم يسر الهجوم كما هو مخطط له عندما انفجرت القنابل الموضوعة بالقرب من القناة قبل الأوان، مما أدى إلى تدميرها وصرف المياه إلى نهر اليرموك.
وعلى الجبهة اللبنانية، شارك اللواء في عدة غارات على جنوب وشرق لبنان. وفي أكتوبر 1969، هاجمت قوات اللواء عيترون (عملية دبل باس 1)، وتل صدر العروس، وعرب زهران. نُسف أربعة وعشرين مبنى في القرى الثلاث. تضمنت عملية أخرى، هي دبل باس 10، غارة انتقامية على كفركلا في 2 يناير 1970، رداً على اختطاف فتح لحارس مسن من المطلة قبل يومين. وجاءت ضربة انتقامية أخرى في 27 ديسمبر 1970، ضد قرية ياطر، وهي قاعدة رئيسية للفدائيين.
نُفذ هجوم كبير رداً على عملية ميونيخ في 1972. حيث اُطلقت عملية الاضطراب الممتد 4 ضد قواعد في جنوب لبنان في 16 سبتمبر 1972، وضمت ما يقدر بنحو 600 مقاتل. وصلت قوات جولاني إلى نهر الليطاني شرقاً، فيما وصل المظليون إلى جويا جنوب النهر. لم تشتبك معظم قوات الفدائيين مع الإسرائيليين واختارت الانسحاب، وقتل أكثر من 40 منهم.
عمل اللواء في قطاع غزة وفقاً لعقيدة الجيش الإسرائيلي الجديدة لمواجهة الفدائيين والتي تدعو إلى اعتماد تكتيكات حرب العصابات، والعمل في فرق صغيرة وفي مناطق مفتوحة. خلال هذه الفترة، تمركزت أيضاً وحدات من اللواء على طول خط بارليف وشاركت في حرب الاستنزاف، خاصة في منطقة القنطرة شرق.
شاركت مفرزة من لواء جولاني ضمن عملية عنتيبي في 4 يوليو 1976، لإنقاذ الرهائن المحتجزين في أوغندا لدى ستة فلسطينيين على الأقل ويساريين ألمانيين اثنين بدعم من جنود أوغنديين نظاميين. وقد حققت المهمة نجاحاً باهراً، على الرغم من مقتل ثلاثة رهائن بالإضافة إلى المقدم يوناتان نتنياهو، قائد سايريت ماتكال الذي قاد الهجوم.

### حرب أكتوبر
أُخذ لواء جولاني على حين غرة كبقية قوات الجيش الإسرائيلي، مع أول هجوم عربي في حرب أكتوبر. ضم قطاع اللواء في هضبة الجولان أعداد محدودة، وكانت معظم وحداته إما في إجازة أو تستعد لمراسم كبيرة مخطط لها. هاجم السوريون ثلاثة مواقع رئيسية: بالقرب من الخشنية والقنيطرة ومسعدة. تعرض موقع الكتيبة 13 على جبل الشيخ للاجتياح في 6-7 أكتوبر 1973. كُلف اللواء بالدفاع عن شمال الجولان، استعداداً للهجوم لاستعادة جبل الشيخ.
انضمت القوات المدرعة إلى المعركة في المنطقة بعد مساعدة لواء جولاني في صد هجومين سوريين كبيرين، مما منحه الوقت لإعادة تنظيم صفوفه. وتأسست قوة شمالية وجنوبية، حيث سيطرت القوة الجنوبية على مواقع رئيسية في قلب الجولان ودافعت عنها، بما في ذلك قاعدة نفاخ العسكرية ومفترق طريق البترول [الإنجليزية]. ويتقاطع طريق البترول بشكل قطري مع شمال هضبة الجولان وتقع قاعدة نفاخ عند التقاطع مع طريق يؤدي إلى جسر بنات يعقوب الاستراتيجي فوق نهر الأردن وإلى شمال إسرائيل. وبحلول 10 أكتوبر، عادت تلك المناطق من الجولان الواقعة تحت مسؤولية اللواء إلى السيطرة الإسرائيلية، ودُفع بالسوريين إلى ما وراء الخط الأرجواني. إلا أن قائد الكتيبة 12 قُتل في معركة تل الوردة.
تحول الإسرائيليون إلى الهجوم في شمال الجولان في 11 أكتوبر. واستولت الكتيبة 12 على جباتا الخشب وتل الأحمد، واتخذت فيما بعد مواقعها وصدت الهجمات السورية في مزرعة بيت جن. واستولت الكتيبة 51 على تل الضهور، وبعد هجوم فاشل على بيت جن، استولت على قرية حضر.
كانت إسرائيل عازمة على استعادة مرصد جبل الشيخ الملقب بـ«عيون الدولة» عقب أحداث 6 أكتوبر. بدأت معركة جبل الشيخ الثانية في 8 أكتوبر، عندما صعدت الكتيبة 17 على الدبابات ونصف المجنزرات نحو سفوح جبل الشيخ، لكن هجومها فشل وتكبدت 25 قتيلاً و57 جريحاً. خلال الأيام الثلاثة عشر التالية، تبادل الإسرائيليون نيران المدفعية مع السوريين في جبل الشيخ. وجاء الهجوم التالي في 21 أكتوبر. وشهدت عملية التحلية قيام قوة مشتركة من المظليين وجولاني باستعادة الجبل. نفذ لواء جولاني هجوماً ثلاثي المحاور من قبل الكتيبة 51 ووحدة الاستطلاع والكتيبة 17 وكتيبة مشاة آلية. وسيطرت وحدة الاستطلاع على موقع التلفريك فجراً بدعم من عناصر الكتيبة 17 المنتدبة لوحدة الاستطلاع. وانتهت المعركة في الساعة 11:00 عندما أعلنت الكتيبة 51 أنها استولت على المرصد الإسرائيلي في الجولان.
انخرطت قوات جولاني في حرب استنزاف مع سوريا بعد حرب أكتوبر، حتى اتفاقية فض الاشتباك في 31 مايو 1974. وبعد توقيع الاتفاقية، نُقل اللواء، الذي خسر العديد من كبار ضباطه في الحرب، إلى سيناء لإعادة بنائه وتدريبه. وعاد إلى هضبة الجولان في أوائل 1975.

### العمليات في جنوب لبنان وحرب 1982
شن لواء جولاني غارات متكررة في جنوب لبنان خلال السبعينيات، رداً على الهجمات والغارات الفدائية التي شنتها منظمة فتح الفلسطينية. تحرك جزء كبير من اللواء للاستيلاء على قرية الخيام في مارس 1978، مع إطلاق عملية الليطاني. استولت الكتيبة 12 على مرجعيون وراشيا الفخار. وبعد تطهير هذه القرى، عادت وحدات جولاني إلى إسرائيل وتقدمت غرباً على طول نهر الليطاني، واستولت على عدد من القرى وتوقفت عند عباسية شرق صور.
قاتلت الكتيبة 51 التابعة لجولاني في محيط النبطية خلال عملية السلام للجليل، والتي أصبحت تعرف فيما بعد باسم حرب لبنان الأولى. في 6 يونيو 1982، هاجمت وحدة الاستطلاع قلعة الشقيف التي تسيطر عليها منظمة التحرير الفلسطينية. وكانت الكتيبة 12 تابعة للواء باراك المدرع، مع توغل مخطط له على طول الشريط الساحلي اللبناني حتى مدينة صور. استولت هذه القوة على قريتي دوحة وكفر سيل في 9-10 يونيو 1982، على مشارف بيروت. شارك اللواء في حصار بيروت حيث تواجدت وحداته حتى نهاية الحرب في سبتمبر 1982.

### الانتفاضة الثانية
أطلقت إسرائيل عملية الدرع الواقي رداً على الهجمات الفلسطينية المتزايدة ضد الجنود والمدنيين الإسرائيليين بعد عامين من بدء الانتفاضة الثانية في 2000. شارك لواء جولاني في عدد من المعارك ضد المسلحين الفلسطينيين، بما في ذلك حصار المقاطعة في رام الله، والاستيلاء على طولكرم، ومعركة جنين.

### حرب لبنان 2006
وفي حرب لبنان الثانية في يوليو 2006، شارك جولاني في معركة مارون الراس، وقاتلت الكتيبتان 12 و51 في معركة بنت جبيل. أثناء المعركة، ألقيت قنبلة يدوية من فوق جدار، وقفز الرائد روي كلين على القنبلة الحية وأخمد الانفجار بجسده. كما قُتل ثمانية جنود وقادة من الكتيبة 51.

### سنوات 2007–2022

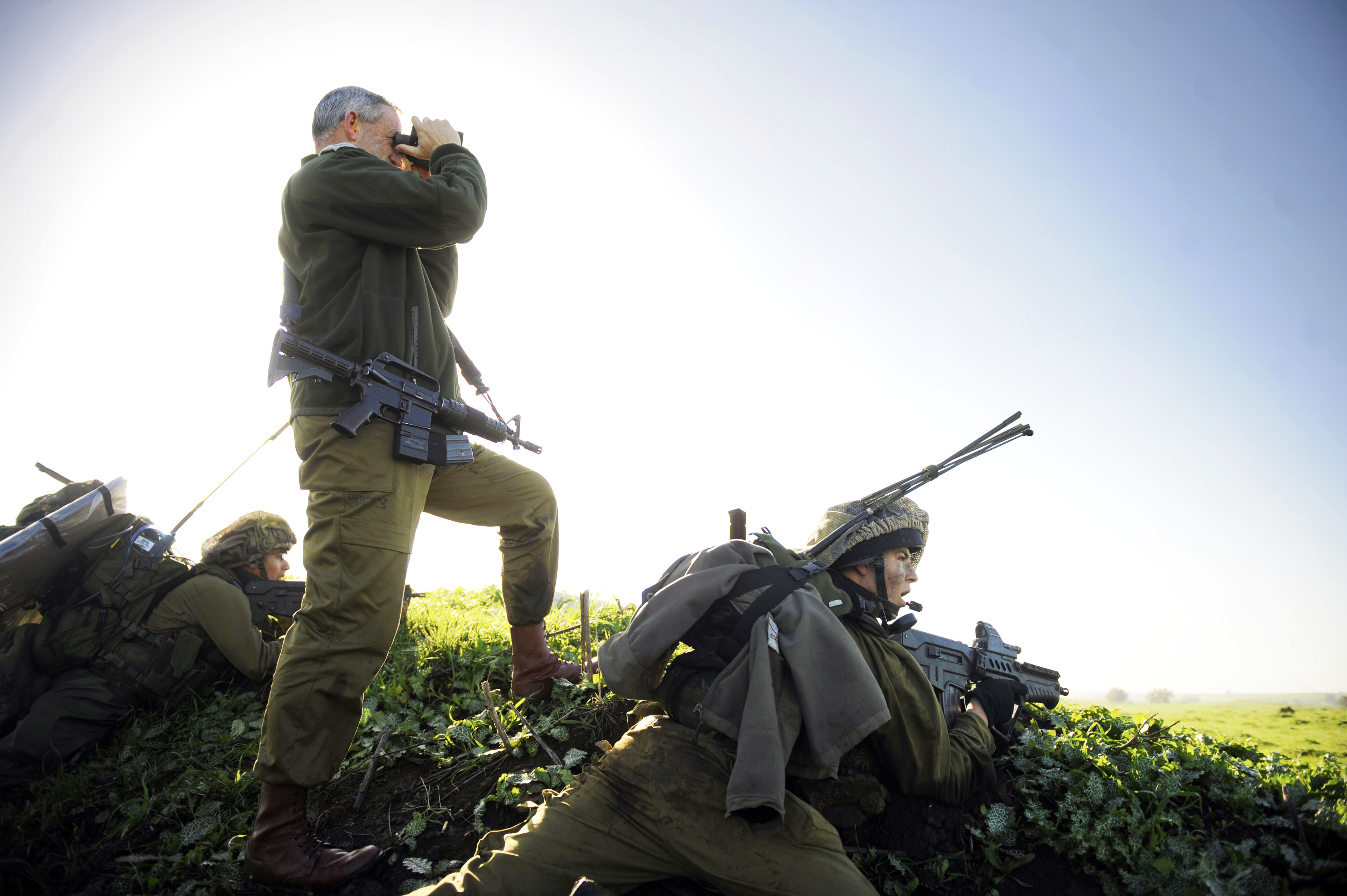
اللواء بيني غانتس خلال مناورة عسكرية أجرتها كتيبة باراك في شمال إسرائيل، 2011

شارك لواء جولاني في عملية الرصاص المصبوب. في 5 يناير 2009، قُتل جنود جولاني الرائد داغان فارتمان (32 عاماً)، الرقيب. نيتاي ستيرن (21 عاماً) والعريف. يوسف معدي (19 عاماً) في شمال غزة في حادث نيران صديقة عندما أطلقت دبابة بالخطأ قذيفة حية على مبنى مهجور في جباليا كانت قوات جولاني تحتمي فيه. وأصيب ثلاثة جنود آخرين بجروح بالغة بينما أصيب 20 آخرون بجروح طفيفة.
بعد نشر جنود جولاني في الخليل في ديسمبر 2011، أفادت الصحافة اليسارية أن سكان المدينة شعروا بـ«اعوجاج واضح في سلوك الجنود»، نتيجة «اعتقال الأطفال والمراهقين وترهيبهم واستفزازهم والاحتجاز التعسفي للفلسطينيين أو منع الوصول إلى الطرق؛ وضرب السكان المحتجزين أو التهديد بضربهم؛ الاستفزاز والشتائم على أساس ديني؛ الاقتحام القسري للمنازل وانتهاك الممتلكات الفلسطينية» و«الأعمال الانتقامية ضد نشطاء حقوق الإنسان المحليين والدوليين».
قُتل سبعة جنود جولاني من الكتيبة 13 في معركة الشجاعية في الساعة 1:05 من صباح يوم 20 يوليو 2014، خلال عملية الجرف الصامد، عندما اشتعلت النيران في ناقلة جند مدرعة طراز إم-113 كانوا يستقلونها بعد تفجير عبوة ناسفة أسفلها. وأفادت التقارير أن ناقلة الجنود المدرعة لم تكن مزودة بدروع يمكنها تحمل هذا النوع من الانفجارات. وفي الساعة 1:30 صباحاً، قُتل جندي عندما دخل جنديان في معركة بالأسلحة النارية مع المقاومين. وفي الساعة 5:45 صباحاً، دخلت قوة أخرى من جولاني في معركة بالأسلحة النارية مع المقاومين وقتل جنديان. في الساعة 8:50 صباحاً، قُتل ثلاثة جنود عندما حوصرت فصيلة من جولاني داخل مبنى محترق، ليصل المجموع إلى ثلاثة عشر جندياً من جولاني قتلوا أثناء القتال في ذلك الصباح.
كما أصيب قائد لواء غولاني العقيد غسان عليان، أول قائد غير يهودي للواء وأعلى رتبة درزية في الجيش الإسرائيلي، بجروح طفيفة في عينه خلال تبادل إطلاق النار، وعاد لاحقاً إلى جنوده بعد خضوعه للعلاج.

### الحرب الفلسطينية الإسرائيلية 2023
خلال هجوم حماس على جنوب إسرائيل في أكتوبر 2023؛ تكبدت الكتيبتان 13 و51 التابعتان للواء جولاني خسائر فادحة. وفقًا للجيش الإسرائيلي، قُتل ما لا يقل عن 72 جنديًا من اللواء وأسر عدد غير معروف أثناء الدفاع عن الجدار الحديدي، وهو أكبر عدد من القتلى لأي وحدة في الجيش الإسرائيلي خلال الهجوم. كان جنود اللواء غير مجهزين تجهيزًا كافيًا ومنتشرين على طول الحدود ولم يتمكنوا من صد المسلحين على الخط الأول من القواعد العسكرية والكيبوتسات التي خصصوا العديد من الفصائل للدفاع عنها.
اعتقدت كل فصيلة أن قاعدتها أو الكيبوتس الخاص بها هو النقطة الرئيسية للقتال. واستغرق الأمر ساعات قبل أن يدركوا أن حماس تسللت عند 29 نقطة على حاجز غزة ووصلت إلى الخطين الثاني والثالث لدفاعات الجيش الإسرائيلي، مما حال دون تمكن جنود اللواء من التراجع وتنظيم كافة الوحدات والرد بشكل فعال، كما لم يتلقى اللواء أي معلومات استخباراتية تفيد بأن حماس ستدخل عبر الجدار الحديدي، وقد تفاجأوا تمامًا. واجه جنود لواء جولاني صعوبات جمة في قواعد الخط الأول العسكرية، خاصة في ناحال عوز ورعيم، وتمكن مقاتلو حماس الذين يفوقونهم عددًا من اختراق الجدار الحديدي بتكتيكات المشاة باستخدام قذائف آر بي جي وشاحنات تويوتا الصغيرة والدراجات النارية.
تكبدت الكتيبة 13 ما مجموعه 41 قتيلاً و91 جريحاً، وهو عدد قتلى أكبر مما تكبدته في حربي 1967 و1973 مجتمعتين. تواجد مقر الكتيبة الرئيسي في القاعدة العسكرية في ناحال عوز، حيث قُتل العديد من جنود جولاني.
شارك اللواء في الاجتياح البري لغزة في 27 أكتوبر 2023 مع استمرار نزيف خسائره. في 12 ديسمبر 2023، قُتل سبعة من جنود لواء جولاني في مبنى مفخخ وكمين لاحق خلال حصار مدينة غزة. وكان معظم القتلى ضباط رفيعي المستوى مثل العقيد إسحاق بن باشات، قائد فريق القيادة لطليعة لواء جولاني، والمقدم تومير غرينبرغ، قائد الكتيبة 13 الذي شارك في المعارك حول ناحال عوز في إسرائيل قبلها بشهرين. أصبح بن باشات أرفع رتبة عسكرية إسرائيلية تلقى حتفها أثناء الغزو الإسرائيلي لغزة. أدت الخسائر الفادحة غير المتوقعة للواء جولاني بسبب المقاومة الفلسطينية إلى سحبه من غزة لإعادة تنظيم صفوفه وتعويض خسائره المقدرة بنحو 44 قتيلاً بعد 60 يوماً من مشاركته القتالية في القطاع. تلى ذلك قيام قائد الكتيبة 51 من لواء جولاني بعزل قائد سرية بعد اتهامه بتعريض جنوده للخطر في حي الشجاعية.

## الشعار والزي الرسمي

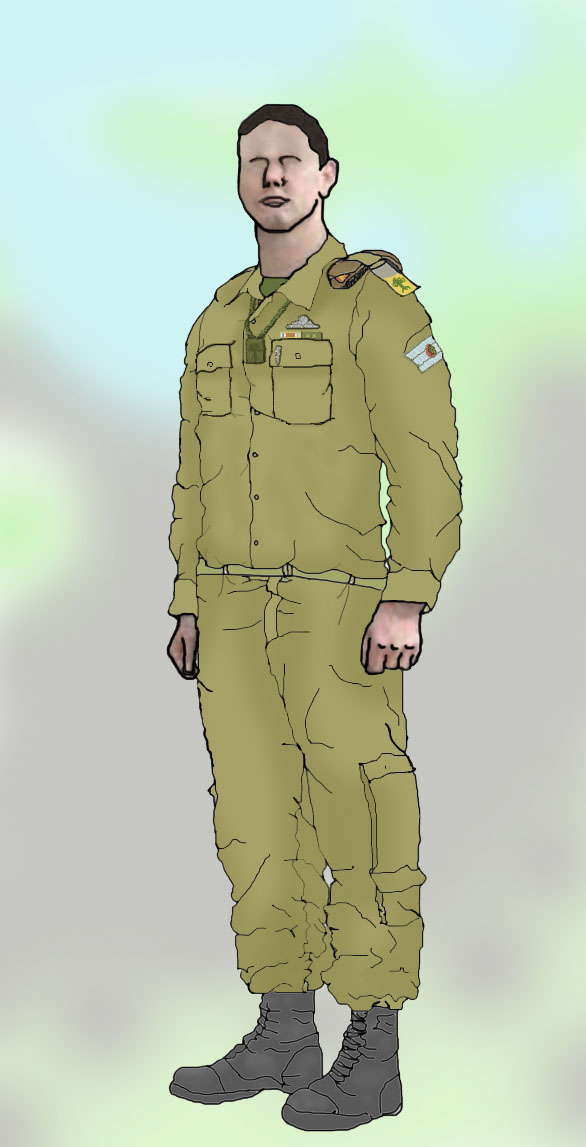
جندي من لواء جولاني يرتدي زي الخدمة.

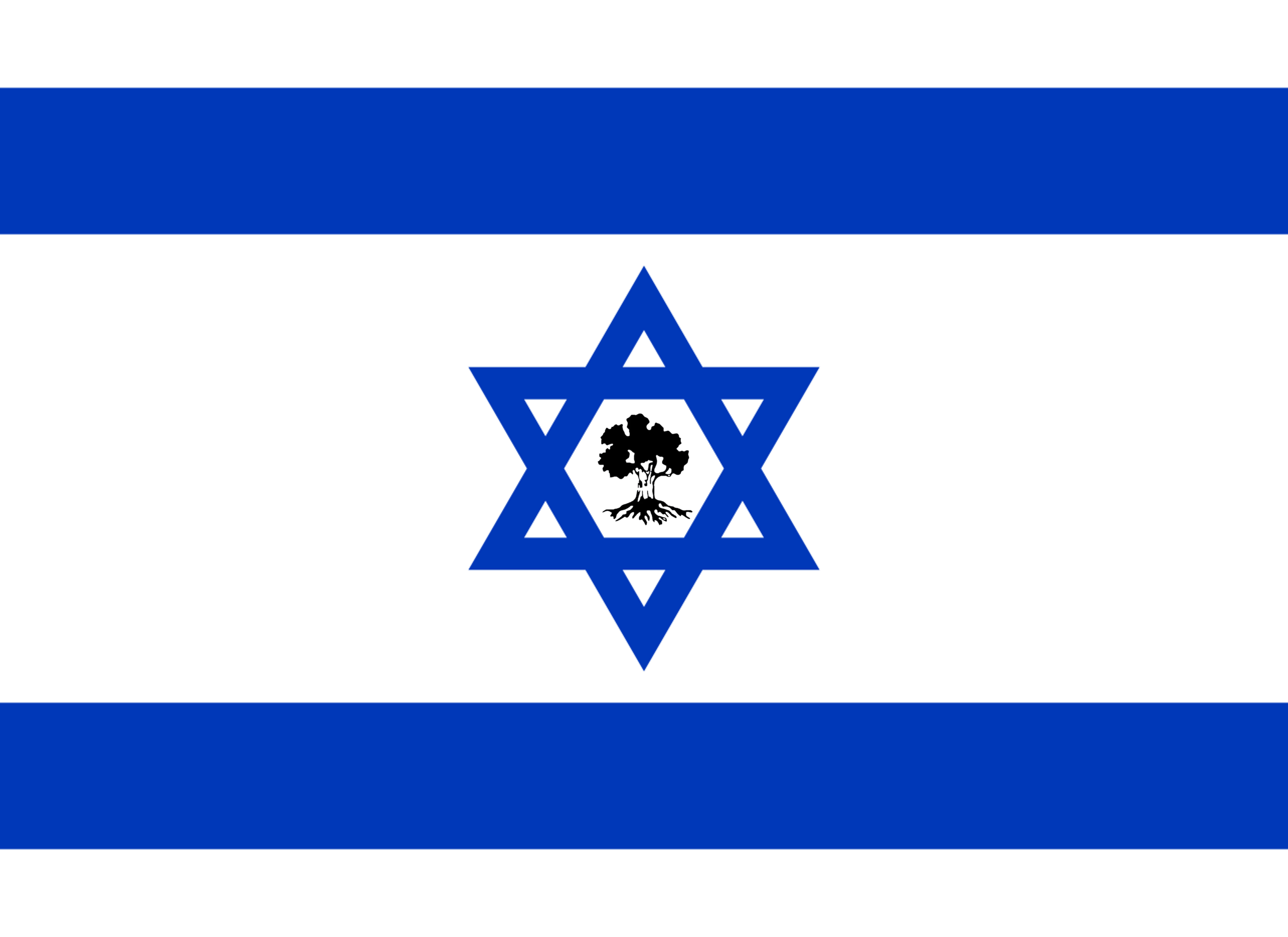
نسخة غير رسمية من علم لواء جولاني

رمز اللواء هو شجرة زيتون خضراء جذورها على خلفية صفراء. رسم هذا الشعار ضابط مخابرات الكتيبة 12، الذي جاء من كيبوتس بيت كيشيت [الإنجليزية] موطن العديد من أشجار الزيتون. إلا أن مصادر أخرى تزعم أن الشجرة المعنية هي شجرة بلوط تقع في يفنيئيل. ويرمز اللونان الأخضر والأصفر إلى تلال الجليل الخضراء، حيث تمركز اللواء وقت تأسيسه، فيما تشتهر شجرة الزيتون بجذورها القوية التي تخترق الأرض وتتشبث بها بقوة، مما يعكس ارتباط اللواء بتراث إسرائيل. تعكس الخلفية الصفراء التي تقف عليها الشجرة دور اللواء في جنوب البلاد خلال حرب 1948، عندما استولى على أم الرشراش (إيلات حالياً) وهي أقصى مدينة في جنوب إسرائيل.
كان جنود الجولاني الأوائل مزارعين ومهاجرين جدد، لذا كان من المهم تكريم الارتباط القوي بالأرض. ولهذا السبب فإن جنود جولاني يرتدون القبعات البنية. حيث يرمز اللون البني إلى ارتباط اللواء بتراب أرض إسرائيل.
كتب عاموس إيتنجر الأغنية الرسمية للواء جولاني، ولحنها إيفي نيتزر وأداها شعبياً يهورام غاون. تذكر الأغنية معارك اللواء العديدة، بما في ذلك الإشارات إلى رفح في حرب سيناء، وتل الفخار في حرب 67، وجبل الشيخ في حرب 73.
رُفع علم آخر للواء جولاني خلال عملية السيوف الحديدية والمهمات الخاصة للجيش الإسرائيلي في قطاع غزة. وهو يتألف من علم إسرائيل تتوسطه شجرة زيتون لواء جولاني، إلا أن هذا ليس علماً رسمياً.

## معالم
يوجد متحف لواء جولاني، لإحياء ذكرى اللواء وقواته التي سقطت، في تقاطع جولاني [الإنجليزية] في الجليل الأعلى شرق حيفا. يشهد الموقع أيضاً احتفالات اللواء.

## العتاد
يستخدم لواء جولاني بشكل عام بندقية اقتحام من نوع إكس-95. تشمل أسلحة المشاة الأخرى رشاشات آي دبليو آي نقب وإف إن ماج وإم 2 براوننج وقناصات إم-24 وباراك. ويستخدم صواريخ وقذائف محمولة ومضادة للدروع متعددة مثل آر بي جي 7 ولاو إم 72، وقذائف ماتادور وبي جي إم-71 تاو وصواريخ سبايك.
تشتمل معدات لواء جولاني على عدد من ناقلات الجنود المدرعة الثقيلة التابعة للجيش الإسرائيلي فئة أخزريت، والتي بُنيت على هيكل دبابات تي-55 المعاد تصنيعها بمحرك جديد بقوة 850 حصان (630 كيلوواط). تعتبر «أخزريت» مركبة مدرعة ثقيلة جداً ومصممة لمتطلبات القتال في المناطق الحضرية، بعد أن أثبتت ناقلات الجنود المدرعة الإسرائيلية من طراز إم-113 أنها غير مدرعة بشكل كافٍ ضد السيارات المفخخة والألغام والقذائف الصاروخية.
حالياً جرى استبدالها بناقلة الجنود طراز نامر، وهي ناقلة جنود مدرعة ثقيلة متقدمة تعتمد على هيكل الميركافا. كانت ناقلات إم-113 لا تزال في الخدمة القتالية باعتبارها ناقلة جنود مدرعة في اللواء اعتباراً من 2014. استخدم لواء جولاني بعض ناقلات الجنود المدرعة من طراز نامر خلال عملية السيوف الحديدية في 2023.

## تشكيل اللواء في 2023
- لواء المشاة الأول «جولاني»
  - كتيبة المشاة 12 «باراك»
  - كتيبة المشاة 13 «جدعون»
  - كتيبة المشاة 51 «هابوكيم هريشون/الضاربون الأوائل»
  - كتيبة الاستطلاع 631 «جولاني»
  - كتيبة المهندسين القتالية 7086 «ألون» (احتياطية)
  - الكتيبة اللوجستية «جولاني»
  - سرية الإشارة 351 «جولاني»

## قادة اللواء
| السنة              | الإسم           | الأحداث خلال فترة الولاية | الرتبة     |
| ------------------ | --------------- | ------------------------- | ---------- |
| فبراير – مايو 1948 | موشيه مان       | معارك وادي كيناروت        | مقدم       |
| مايو – يوليو 1948  | ميخائيل شاحام   | معركة جنين (1948)         | كولونيل    |
| 1948–1950          | ناحوم جولان     | عملية حيرام، عملية عوبدا  | عميد جنرال |
| 1950               | دان لانر        |                           | لواء       |
| 1950–1951          | ابراهام يوفي    |                           | لواء       |
| 1951–1952          | مئير عميت       |                           | لواء       |
| 1952–1954          | عساف سمحوني     |                           | لواء       |
| 1954–1955          | يساكر شادمي     |                           | عميد جنرال |
| 1955–1956          | حاييم بن دافيد  |                           | لواء       |
| 1956–1957          | بنيامين جيبلي   | العدوان الثلاثي           | كولونيل    |
| 1957–1958          | أهارون دورون    |                           | لواء       |
| 1958–1960          | العاد بيليد     |                           | لواء       |
| 1960–1961          | أهارون ياريف    |                           | لواء       |
| 1961–1963          | مردخاي جور      |                           | فريق       |
| 1963–1965          | أوري بار راتزون |                           | كولونيل    |
| 1965–1966          | شلومو ألتون     |                           | عقيد       |
| 1966–1968          | يونا افرات      | حرب 1967                  | لواء       |
| 1968–1970          | يكوتيئيل آدم    |                           | لواء       |
| 1970–1972          | يهودا جولان     |                           | عميد جنرال |
| 1972–1974          | امير دروري      | حرب أكتوبر                | لواء       |
| 1974–1975          | أوري سمحوني     | حرب الاستنزاف مع سوريا    | لواء       |
| 1975–1976          | حاييم بنياميني  |                           | عميد جنرال |
| 1976–1977          | أوري ساغي       |                           | لواء       |
| 1977–1978          | أمير رؤوفيني    | عملية الليطاني            | عميد جنرال |
| 1978–1980          | ديفيد كاتز      |                           | عميد جنرال |
| 1980–1981          | إيلان بيران     |                           | لواء       |
| 1981–1982          | إروين لافي      | حرب لبنان 1982            | عميد جنرال |
| 1982–1984          | إيمانويل هيرت   |                           | عميد جنرال |
| 1984–1986          | تسفي بوليج      |                           | عميد جنرال |
| 1986–1987          | غابي أوفير      |                           | لواء       |
| 1987–1988          | غابي اشكنازي    |                           | فريق       |
| 1988–1990          | باروخ شبيغل     |                           | عميد جنرال |
| 1990–1991          | موشيه تزين      |                           | عميد جنرال |
| 1991–1993          | يائير نافيه     |                           | لواء       |
| 1993–1995          | موشيه كابلينسكي |                           | لواء       |
| 1995–1997          | إيريز غيرستين   |                           | عميد       |
| 1997–1999          | غادي أيزنكوت    |                           | فريق       |
| 1999–2001          | شموئيل زكاي     |                           | عميد جنرال |
| 2001–2003          | موشيه تمير      | عملية الدرع الواقي        | عميد جنرال |
| 2003–2005          | إيريز تسوكرمان  |                           | عميد جنرال |
| 2005–2008          | تامر يادي       | حرب لبنان 2006            | عميد جنرال |
| 2008–2010          | آفي بيليد       | حرب غزة (2008–2009)       | عميد جنرال |
| 2010–2012          | أوفيك بخاريص    |                           | عميد جنرال |
| 2012–2014          | يانيف أسور      |                           | كولونيل    |
| 2014–2016          | غسان عليان      | حرب غزة 2014              | كولونيل    |
| 2016–2018          | شلومي بيندر     |                           | كولونيل    |
| 2018–2020          | شاي كلابر       |                           | كولونيل    |
| 2020–2022          | باراك حيرام     |                           | كولونيل    |
| 2022–              | يائير بالاي     |                           | كولونيل    |